# Grace (album của Jeff Buckley)
Grace là album phòng thu duy nhất của ca sĩ-nhạc sĩ sáng tác bài hát người Mỹ Jeff Buckley, được Columbia Records phát hành vào ngày 23 tháng 8 năm 1994. Album có doanh số thấp và nhận được những đánh giá trái chiều ở thời điểm ra mắt. Tuy nhiên, trong những năm gần đây, nhạc phẩm đã được giới phê bình ghi nhận tốt hơn đáng kể. Một bản mở rộng của album (phụ đề "Legacy Edition"), nhân kỷ niệm 10 năm ra mắt nhạc phẩm, đã được phát hành vào ngày 23 tháng 8 năm 2004 và giành vị trí cao nhất - hạng 44 tại Liên hiệp Anh.
Grace trở lại bảng xếp hạng album của Úc ở vị trí số 44 trong tuần từ 29 tháng 1 đến 5 tháng 2 năm 2007, tức 13 năm sau ngày phát hành bản gốc. Album hiện đã giành được 8× chứng chỉ bạch kim ở Úc. Album được giới phê bình và thính giả xem là một trong những album hay nhất mọi thời đại.

## Hoàn cảnh ra đời
Giữa năm 1993, Buckley bắt đầu thực hiện album với nhà sản xuất nhạc Andy Wallace. Buckley tập hợp một ban nhạc gồm tay bass Mick Grøndahl và tay trống Matt Johnson, rồi họ mất vài tuần để tập luyện.
Vào tháng 9, ba người đến Bearsville Studios ở Woodstock, New York, mất sáu tuần để thu các bài cốt lõi cho chất liệu của Grace. Buckley mời đồng đội cũ Lucas đánh guitar trong các bài "Grace" and "Mojo Pin", and còn nhạc công jazz trú ở Woodstock Karl Berger sáng tác và chỉ huy phần chuyển soạn dây, đôi khi có sự hỗ trợ từ Buckley. Buckley trở về nhà để ghi đè tại các phòng thu ở Manhattan và New Jersey, anh trình bày hết lần này đến lần khác để thu được giọng hát hoàn hảo và thể nghiệm với việc thêm nhạc cụ và kết cấu cho các ca khúc.
Tháng 1 năm 1994, Buckley bắt đầu tour solo ở Bắc Mỹ nhằm quảng bá Live at Sin-é, kế đến là một tour ở châu Âu kéo dài mười ngày vào tháng 3. Buckley trình bày tại các câu lạc bộ, quán cà phê và trong cửa hàng. Sau khi trở về, Buckley mời tay guitar Michael Tighe vào ban nhạc và màn hợp tác của hai người đã cho ra đời "So Real" - bài hát thu âm với nhà sản xuất/kỹ sư Clif Norrell và được bổ sung vào album lúc phút chót. Vào tháng 6, Buckley bắt đầu tour với toàn bộ ban nhạc, đặt tên là "Peyote Radio Theatre Tour" và tour kéo dài sang tháng 8. Chrissie Hynde của The Pretenders, Chris Cornell của Soundgarden và The Edge của U2 nằm trong số các khán giả đi xem những show đầu tiên này.

## Âm nhạc và phân loại
Phiên bản bài "Corpus Christi Carol" của Buckley dựa trên phiên bản do Janet Baker thể hiện. Một người bạn thuở nhỏ đã giới thiệu cho anh bài hát, và Buckley trình bày một phiên bản của ca khúc trong album như để cảm ơn bạn mình. Album được phân vào các thể loại alternative rock, folk rock và jazz-rock.

## Đánh giá chuyên môn
| Đánh giá chuyên môn           | Đánh giá chuyên môn |
| Nguồn đánh giá                | Nguồn đánh giá      |
| Nguồn                         | Đánh giá            |
| ----------------------------- | ------------------- |
| AllMusic                      | [ 14 ]              |
| Chicago Tribune               | [ 15 ]              |
| Entertainment Weekly          | A+                  |
| The Guardian                  | [ 17 ]              |
| NME                           | 9/10                |
| Q                             | [ 19 ]              |
| Rolling Stone                 | [ 20 ]              |
| The Rolling Stone Album Guide | [ 21 ]              |
| Select                        | 4/5                 |
| The Village Voice             | C                   |

Grace đạt thứ hạng cao ở nhiều tạp chí như Q, các độc giả của ấn phẩm đã bầu Grace là album vĩ đại thứ 75 mọi thời đại vào năm 1998; một cuộc bầu chọn tương tự diễn ra lần nữa vào năm 2005 và lần này Grace xếp thứ 13. Năm 2003, album được xếp thứ 303 trong danh sách 500 album vĩ đại nhất mọi thời đại của Rolling Stone, và thứ 304 trong danh sách tái cập nhật năm 2012, rồi sau là hạng 147 trong danh sách năm 2020. Năm 2006, tạp chí Mojo ghi danh Grace ở vị trí số một trong các nhạc phẩm modern rock kinh điển của mọi thời đại. Tác phẩm cũng được chọn là album yêu thích số hai của Úc trong My Favourite Album - chương trình truyền hình đặc biệt do đài Australian Broadcasting Corporation phát sóng vào ngày 3 tháng 2 năm 2006. Năm 2003, bản cover bài "Hallelujah" (nguyên tác của Leonard Cohen) của Buckley được xếp thứ 259 trong danh sách 500 bài hát vĩ đại nhất mọi thời đại của Rolling Stone. VH1 cũng liệt album ở hạng 73 trong danh sách/show "100 album rock & roll vĩ đại nhất". Grace được bầu ở vị trí số 99 trong ấn bản thứ ba cuốn All Time Top 1000 Albums (2000) của Colin Larkin. Larkin viết: "âm nhạc của anh ấy [Buckley] đạt ngưỡng hoàn hảo đến mức đáng kinh ngạc với một album đầu tay."
Grace nhận được đánh giá cao từ các nhạc sĩ và nghệ sĩ tên tuổi, gồm cả những người ảnh hướng nhất tới Buckley là Led Zeppelin. Jimmy Page xem Grace gần như là "album yêu thích nhất thập kỷ" của ông. Robert Plant cũng dành lời tán dương, còn Brad Pitt nhận xét về tác phẩm của Buckley: ""Có một dòng chảy ngầm ở nhạc của anh ấy, có thứ mà bạn không thể xác định được. Giống như những bộ phim hay nhất hay tác phẩm nghệ thuật hay nhất, có một thứ nằm bên dưới và sự thật nằm ở đó. Rồi tôi thấy nhạc của anh ấy thực sự ám ảnh. Nó cứ ... làm tôi bức bối." Những nhân vật khác ảnh hưởng tới nhạc của Buckley cũng khen anh: Bob Dylan tôn vinh Buckley là "một trong những nhạc sĩ sáng tác bài hay nhất thập kỷ này", và trong một lần phỏng vấn với The Village Voice, David Bowie ghi danh Grace là một trong 10 album ông sẽ đem theo tới hòn đảo hoang.
Năm 2006, British Hit Singles & Albums và NME tổ chức cuộc bầu chọn với sự tham gia của 40.000 độc giả khắp thế giới nhằm bầu ra 100 album hay nhất từ trước đến nay; Grace xếp thứ 23 trong danh sách.
Ngày 2 tháng 4 năm 2014, các nguồn tin thông báo phiên bản bài "Hallelujah" của Buckley được ghi danh vào Viện lưu trữ thu âm quốc gia của Thư viện Quốc hội Hoa Kỳ (toàn bộ album vẫn chưa được ghi danh).
Tháng 7 năm 2014, Guitar World xếp Grace ở vị trí số 26 trong danh sách "Superunknown: 50 album biểu tượng định nghĩa năm 1994".

### Thành tựu
| Ấn phẩm                                  | Quốc gia      | Ghi danh                                            | Năm  | Hạng | Nguồn  |
| ---------------------------------------- | ------------- | --------------------------------------------------- | ---- | ---- | ------ |
| Entertainment Weekly                     | Hoa Kỳ        | 10 album của năm                                    | 1994 | 6    | [ 43 ] |
| Eye Weekly                               | Canada        | 30 album của năm                                    | 1994 | 4    | [ 44 ] |
| Juice                                    | Úc            | 100 album vĩ đại nhất thập niên 90                  | 1999 | 10   | [ 45 ] |
| Les Inrockuptibles                       | Pháp          | 25 album của năm                                    | 1994 | 14   | [ 46 ] |
| Melody Maker                             | Liên hiệp Anh | 50 album của năm                                    | 1994 | 9    | [ 47 ] |
| Mojo                                     | Liên hiệp Anh | 25 album của năm                                    | 1994 | 1    | [ 48 ] |
| NME                                      | Liên hiệp Anh | 50 album hay nhất năm                               | 1994 | 21   | [ 49 ] |
| The Wire                                 | Liên hiệp Anh | 50 đĩa nhạc hay nhất năm (1994)                     | 1995 | 32   | [ 50 ] |
| Pitchfork                                | Hoa Kỳ        | Top 100 album của thập niên 90                      | 2003 | 69   |        |
| Platendraaier                            | Hà Lan        | Top 30 album của thập niên 90                       | 2015 | 7    | [ 51 ] |
| Q                                        | Liên hiệp Anh | Các album hay nhất năm                              | 1994 | *    | [ 52 ] |
| Q                                        | Liên hiệp Anh | Tác phẩm tái bản của năm                            | 2004 | *    | [ 53 ] |
| Rocksound                                | Liên hiệp Anh | 50 album của năm                                    | 1994 | 2    | [ 54 ] |
| Rolling Stone                            | Hoa Kỳ        | 500 album vĩ đại nhất mọi thời đại                  | 2003 | 303  | [ 55 ] |
| Rolling Stone                            | Hoa Kỳ        | 500 album vĩ đại nhất mọi thời đại                  | 2012 | 304  | [ 56 ] |
| Rolling Stone                            | Hoa Kỳ        | 500 album vĩ đại nhất mọi thời đại                  | 2020 | 147  | [ 57 ] |
| Rolling Stone                            | Hoa Kỳ        | Những đĩa nhạc alternative thiết yếu ở thập niên 90 | —    | *    | [ 58 ] |
| Select                                   | Liên hiệp Anh | 50 album của năm                                    | 1994 | 41   | [ 59 ] |
| Technikart                               | Pháp          | 5 album của năm                                     | 1994 | 2    | [ 60 ] |
| The Face                                 | Liên hiệp Anh | 30 album của năm                                    | 1994 | 18   | [ 61 ] |
| The Guardian                             | Liên hiệp Anh | Top 100 album nhạc alternative hay nhất             | 1999 | 15   | [ 62 ] |
| The Guardian                             | Liên hiệp Anh | 1000 album phải nghe trước khi chết                 | 2007 | *    | [ 62 ] |
| 1001 Albums You Must Hear Before You Die | Hoa Kỳ        | 1001 album bạn phải nghe trước khi chết.            | 2010 | *    | [ 63 ] |

* ghi danh sách chưa liệt kê thứ hạng.

## Danh sách ca khúc
| Danh sách ca khúc gốc | Danh sách ca khúc gốc            | Danh sách ca khúc gốc                     | Danh sách ca khúc gốc |
| STT                   | Nhan đề                          | Sáng tác                                  | Thời lượng            |
| --------------------- | -------------------------------- | ----------------------------------------- | --------------------- |
| 1.                    | "Mojo Pin"                       | Jeff Buckley Gary Lucas                   | 5:42                  |
| 2.                    | "Grace"                          | Jeff Buckley Gary Lucas                   | 5:22                  |
| 3.                    | "Last Goodbye"                   | Jeff Buckley                              | 4:35                  |
| 4.                    | "Lilac Wine"                     | James Shelton                             | 4:32                  |
| 5.                    | "So Real"                        | Jeff Buckley Michael Tighe                | 4:43                  |
| 6.                    | "Hallelujah"                     | Leonard Cohen                             | 6:53                  |
| 7.                    | "Lover, You Should've Come Over" | Jeff Buckley                              | 6:43                  |
| 8.                    | "Corpus Christi Carol"           | Traditional, arranged by Benjamin Britten | 2:56                  |
| 9.                    | "Eternal Life"                   | Jeff Buckley                              | 4:52                  |
| 10.                   | "Dream Brother"                  | Jeff Buckley Mick Grøndahl Matt Johnson   | 5:26                  |

| Các bài bổ sung được phát hành truy tặng | Các bài bổ sung được phát hành truy tặng | Các bài bổ sung được phát hành truy tặng | Các bài bổ sung được phát hành truy tặng |
| STT                                      | Nhan đề                                  | Sáng tác                                 | Thời lượng                               |
| ---------------------------------------- | ---------------------------------------- | ---------------------------------------- | ---------------------------------------- |
| 11.                                      | "Forget Her"                             | Jeff Buckley                             | 5:13                                     |

Để quảng bá tour ở Úc (1995) của Buckley tour, một ấn bản gồm hai đĩa CD được xuất bản. Sản phẩm có những bài hát sau đây ở đĩa thứ hai:
1. "So Real" – trực tiếp và acoustic ở Nhật Bản, tháng 1 năm 1995
2. "Dream Brother" – trực tiếp tại Hamburg ở Club Logo, 22 tháng 4 năm 1995
3. "Grace" – trực tiếp tại the Shepherd's Bush Empire, Luân Đôn, 4 tháng 3 năm 1995 (độc quyền với ấn phẩm này)
4. "Mojo Pin" – trực tiếp tại Wetlands, thành phố New York, tháng 11 năm 1994

## Xếp hạng
| Xếp hạng (1994–2014)           | Vị trí cao nhất |
| ------------------------------ | --------------- |
| Album Úc (ARIA)                | 9               |
| Album Bỉ (Ultratop Vlaanderen) | 39              |
| Album Hà Lan (Album Top 100)   | 84              |
| Album Pháp (SNEP)              | 47              |
| Irish Albums (IRMA)            | 14              |
| Album Ý (FIMI)                 | 40              |
| Album Na Uy (VG-lista)         | 38              |
| UK Albums (OCC)                | 31              |
| US Billboard 200               | 149             |
| US Catalog Albums (Billboard)  | 10              |

| Xếp hạng (1995)          | Vị trí |
| ------------------------ | ------ |
| Australian Albums (ARIA) | 94     |

| Xếp hạng (2003)                    | Vị trí |
| ---------------------------------- | ------ |
| Belgian Albums (Ultratop Flanders) | 93     |

## Chứng nhận
| Quốc gia                                                                                             | Chứng nhận  | Số đơn vị/doanh số chứng nhận |
| --- | ----------- | ----------------------------- |
| Úc (ARIA)                                                                                            | 8× Bạch kim | 560.000‡                      |
| Canada (Music Canada)                                                                                | Vàng        | 50.000‡                       |
| Đan Mạch (IFPI Đan Mạch)                                                                             | Vàng        | 10.000‡                       |
| Pháp (SNEP)                                                                                          | 2× Vàng     | 200.000*                      |
| Ý (FIMI)                                                                                             | Bạch kim    | 50.000*                       |
| Anh Quốc (BPI)                                                                                       | 2× Bạch kim | 600.000*                      |
| Hoa Kỳ (RIAA)                                                                                        | Bạch kim    | 1,060,000                     |
| Tổng hợp                                                                                             |             |                               |
| Châu Âu (IFPI)                                                                                       | Bạch kim    | 1.000.000*                    |
| * Chứng nhận dựa theo doanh số tiêu thụ. ‡ Chứng nhận dựa theo doanh số tiêu thụ và phát trực tuyến. |             |                               |